# Tirschenreuth
Tirschenreuth város Németországban, azon belül Bajorországban, Tirschenreuth járás székhelye. Lakosainak száma 8580 fő (2023. december 31.). Tirschenreuth Mitterteich és Leonberg (Oberpfalz) községekkel határos.

## Fekvése
Falkenberg keleti szomszédjában, a Cseh határ közelében fekvő település.

## Leírása

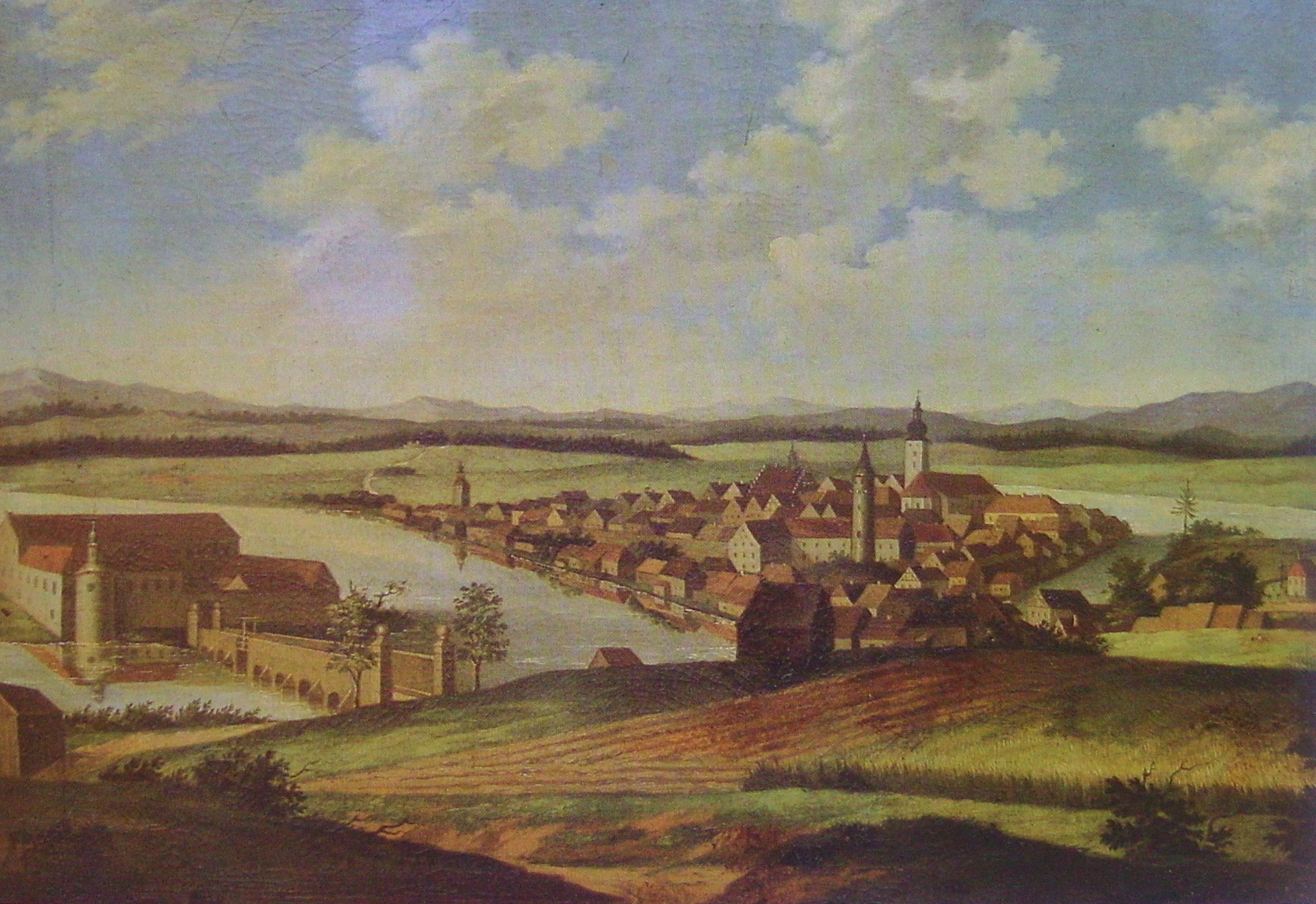
Tirschenreuth 1806-ban

Tirschenreuth ősi település, értékes műemlékekkel. Közülük figyelmet érdemel a 14. századból való torony, a Klettnerstrum és a 16. századi reneszánsz városháza, valamint a 17. századi Zehenthof (a tized raktárháza), vagy a román alapokra épült, 1669-re barokká átépített plébániatemplom és a városszéli búcsújáró kápolna 1510-ben faragott oltára.

## Városrészek
Tirschenreuth a következő 28 városrészből áll:
| - Brunn - Gebhardtshöhe - Großklenau - Gründlbach - Haid - Haidhof - Hendlmühle - Höfen | - Hohenwald - Holzmühle - Kleinklenau - Kleinkonreuth - Lengenfeld - Lodermühl - Lohnsitz - Marchaney | - Matzersreuth - Mooslohe - Pilmersreuth am Wald - Pilmersreuth an der Straße - Rosall - Rothenbürg - Sägmühle - Tirschenreuth | - Tröglersreuth - Wondreb - Wondrebhammer - Zeidlweid - Ziegelhütte |

## Galéria

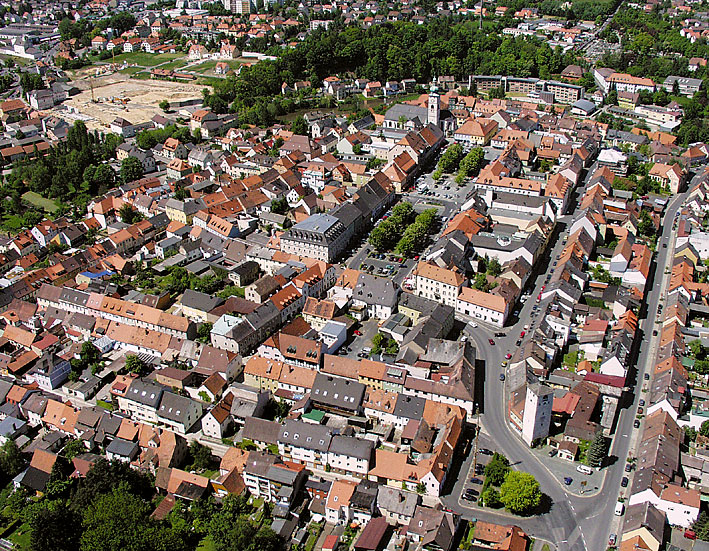
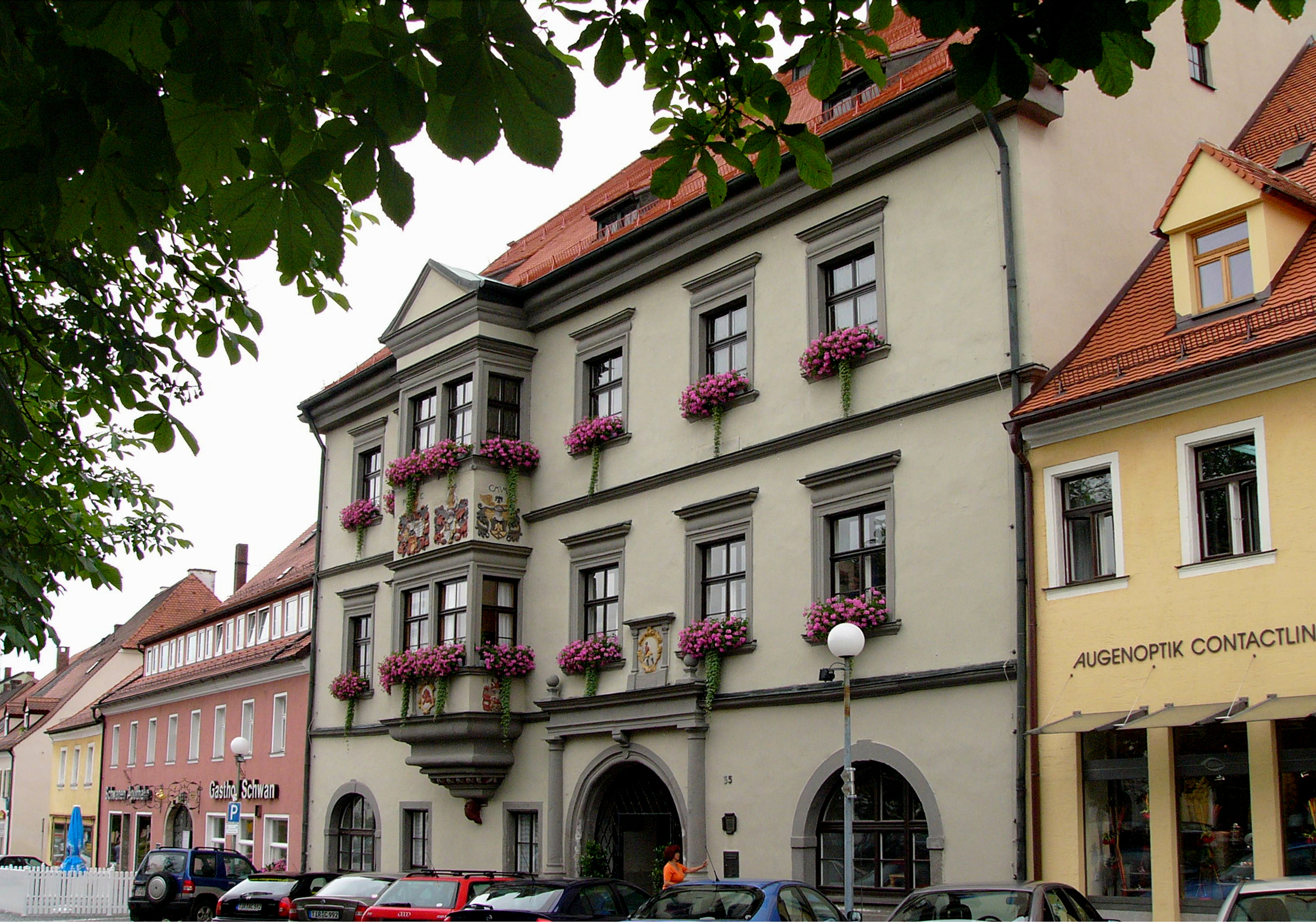
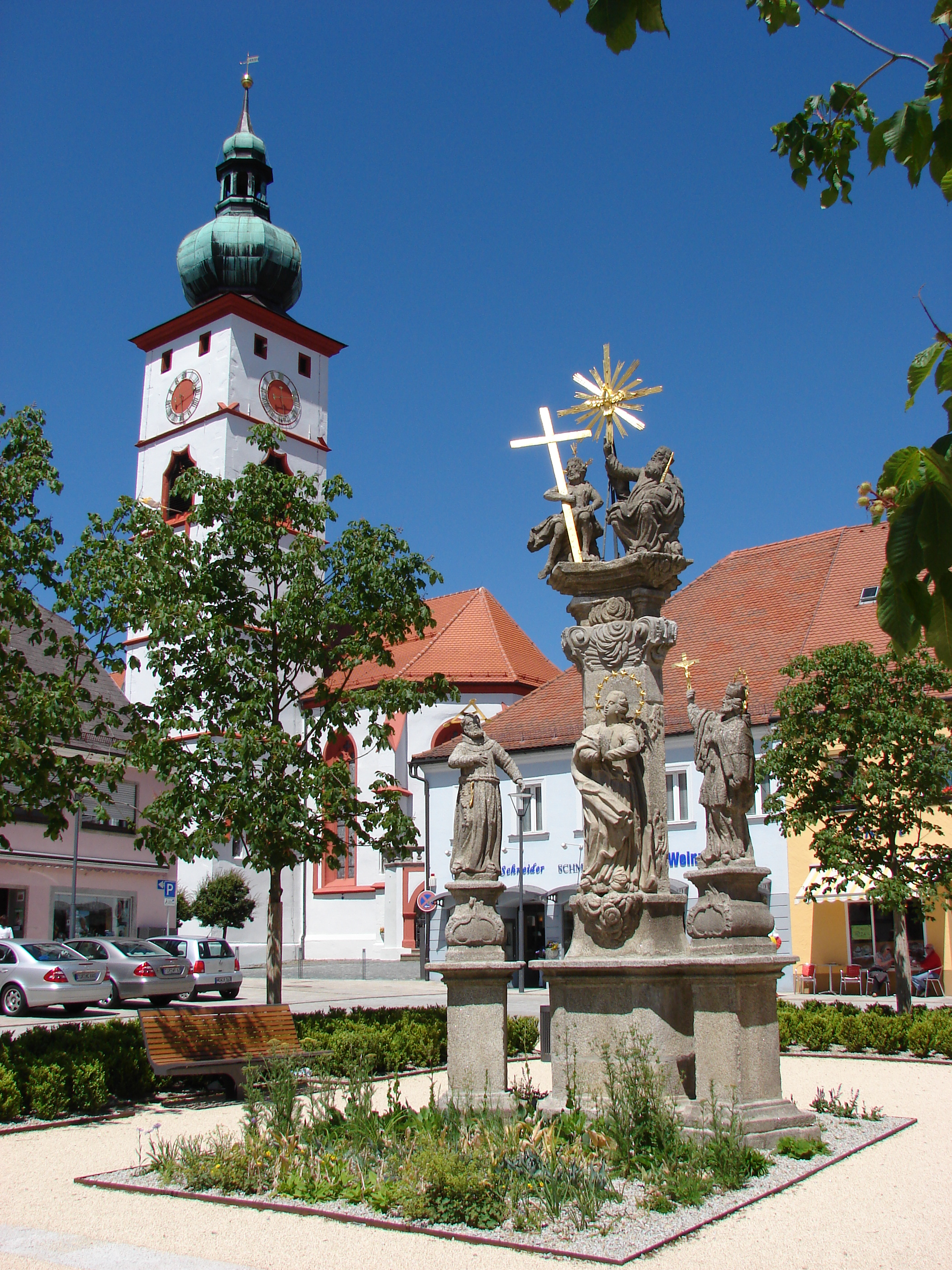
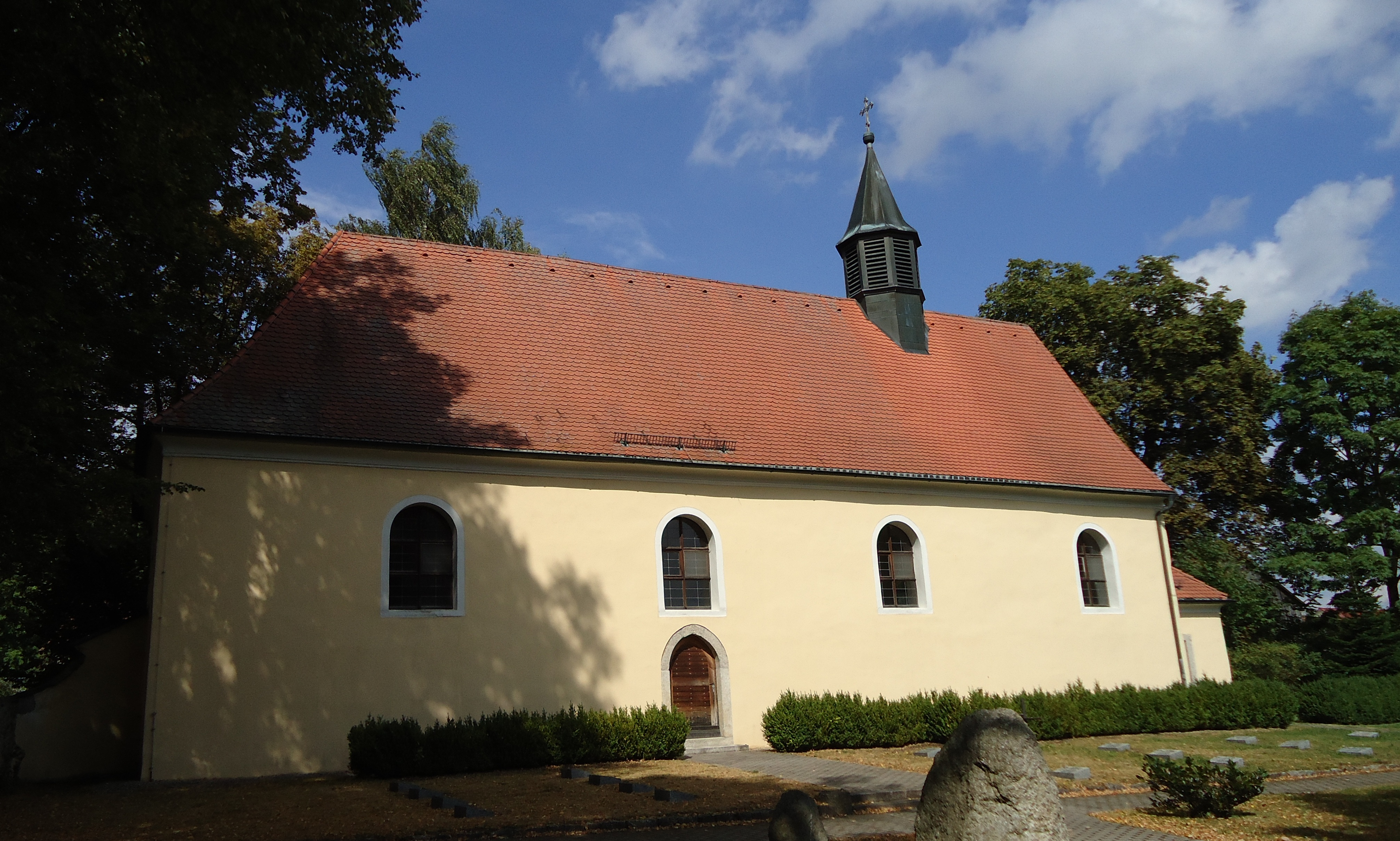
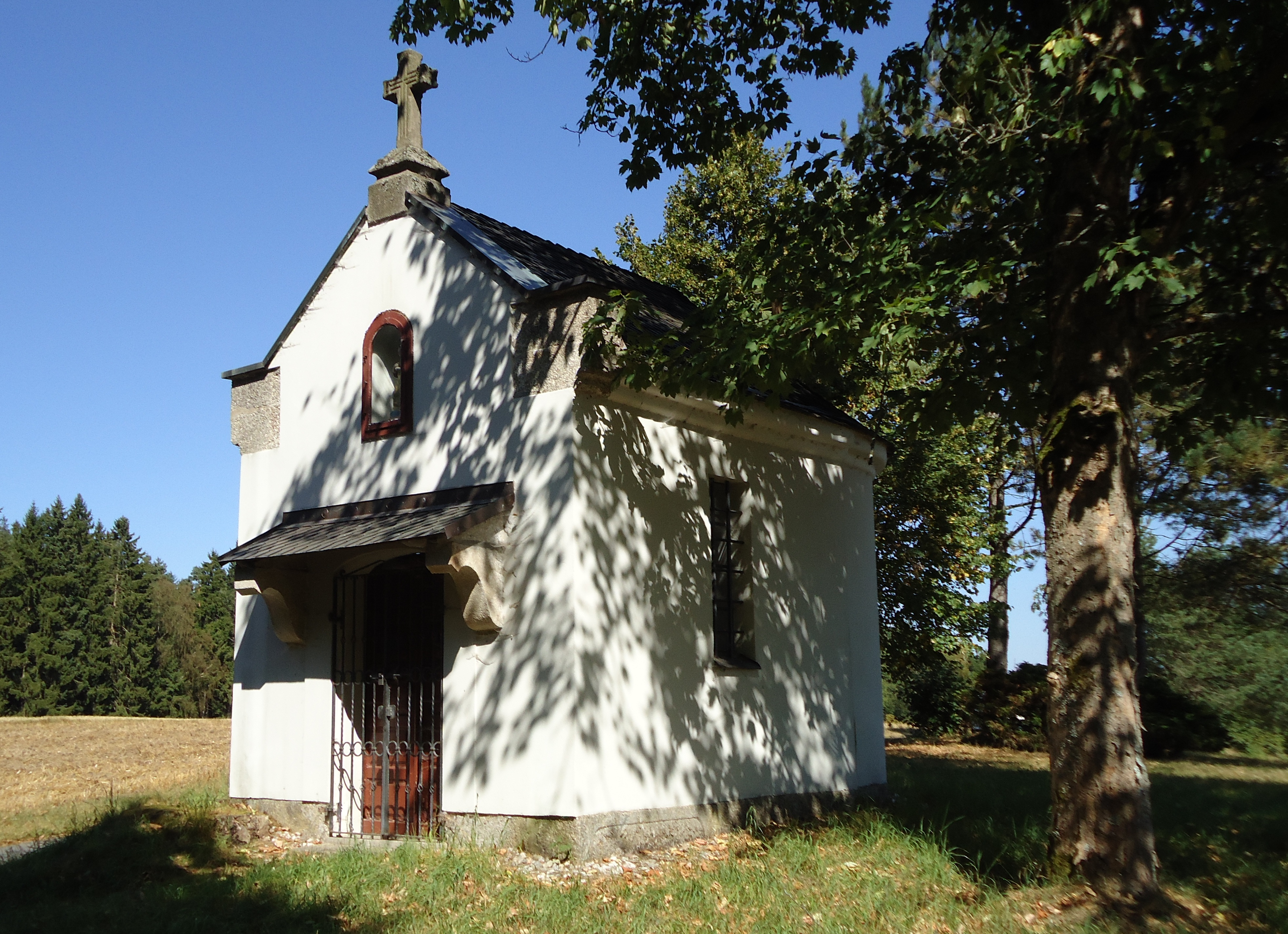
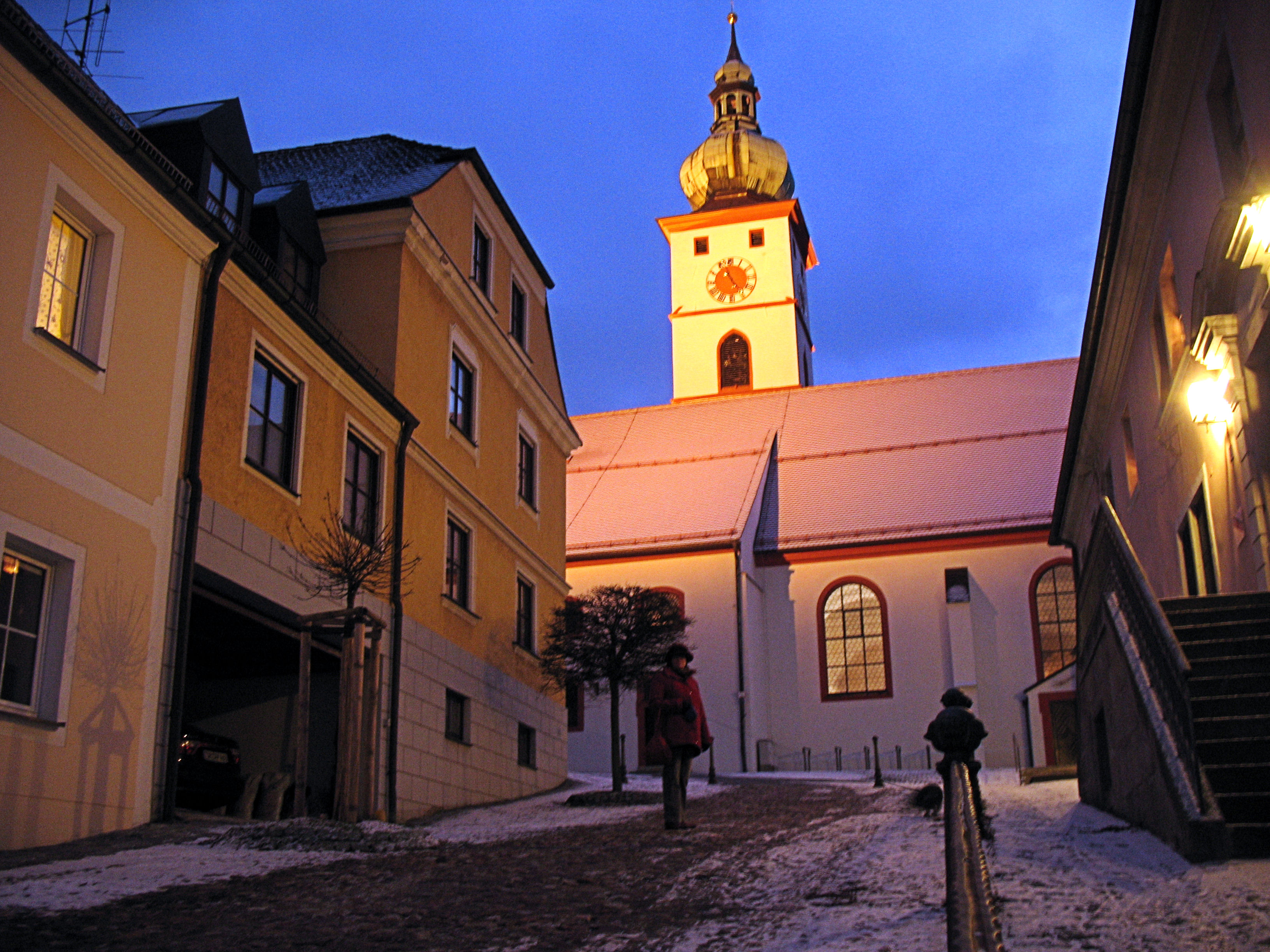
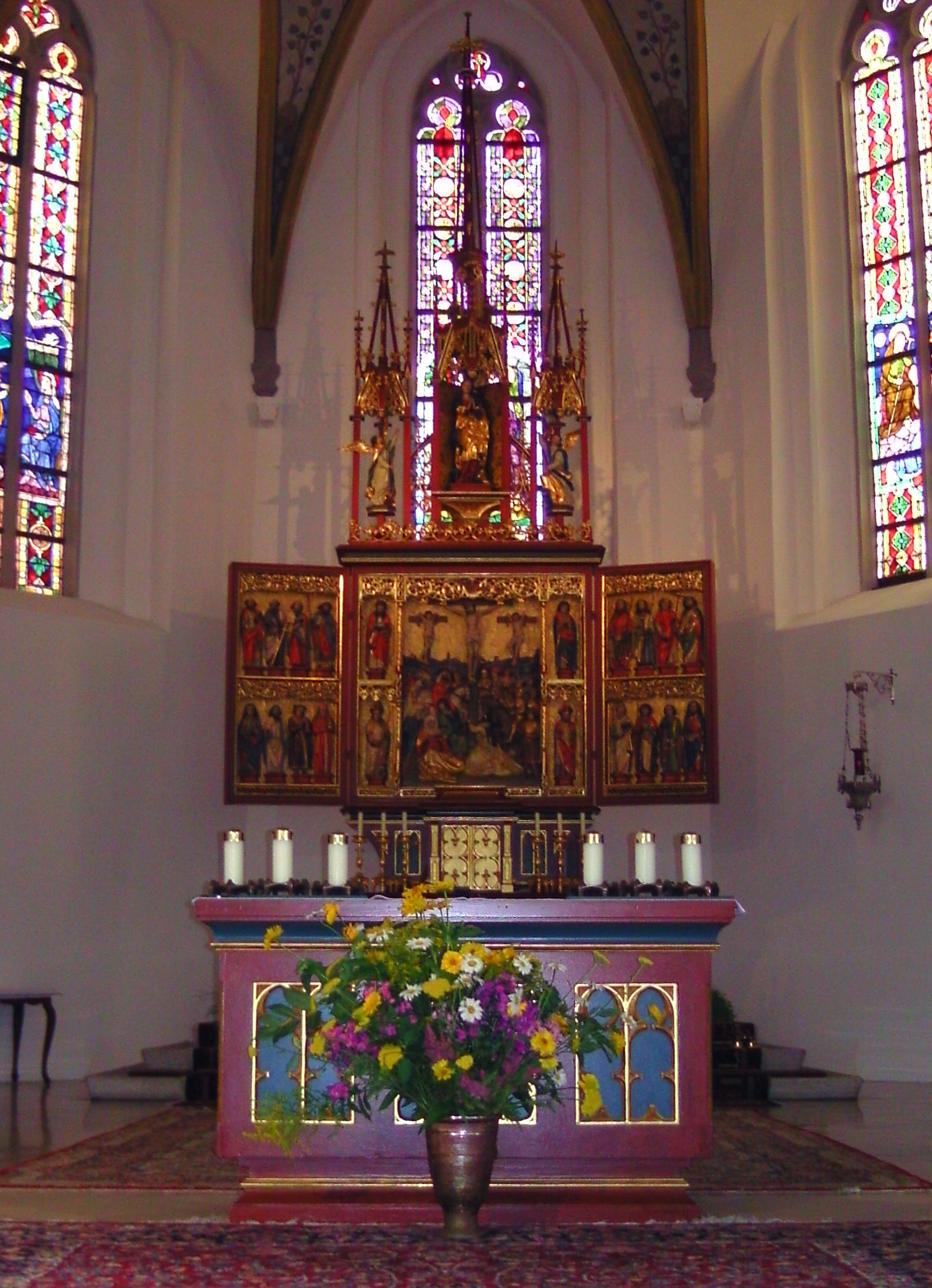
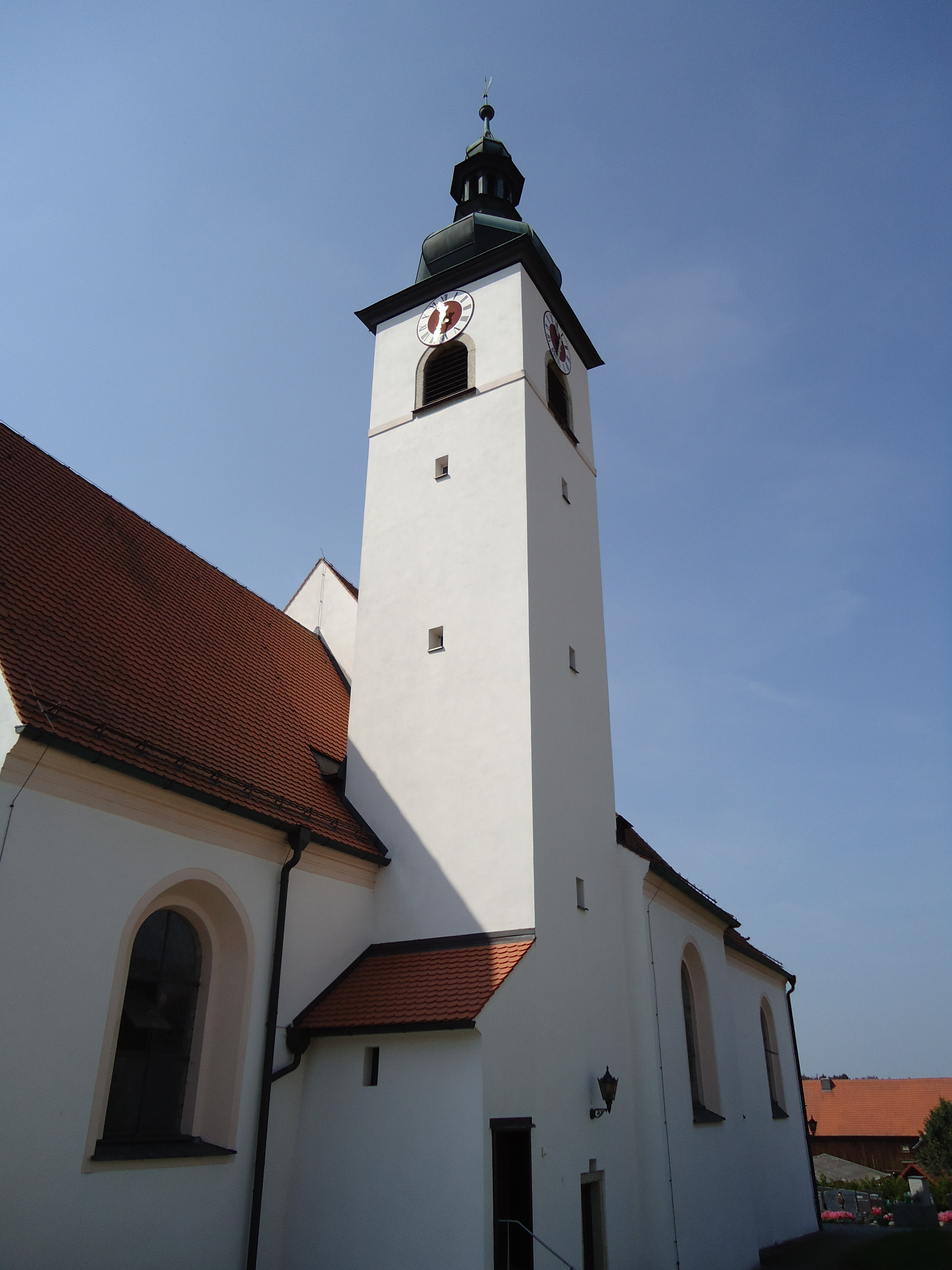
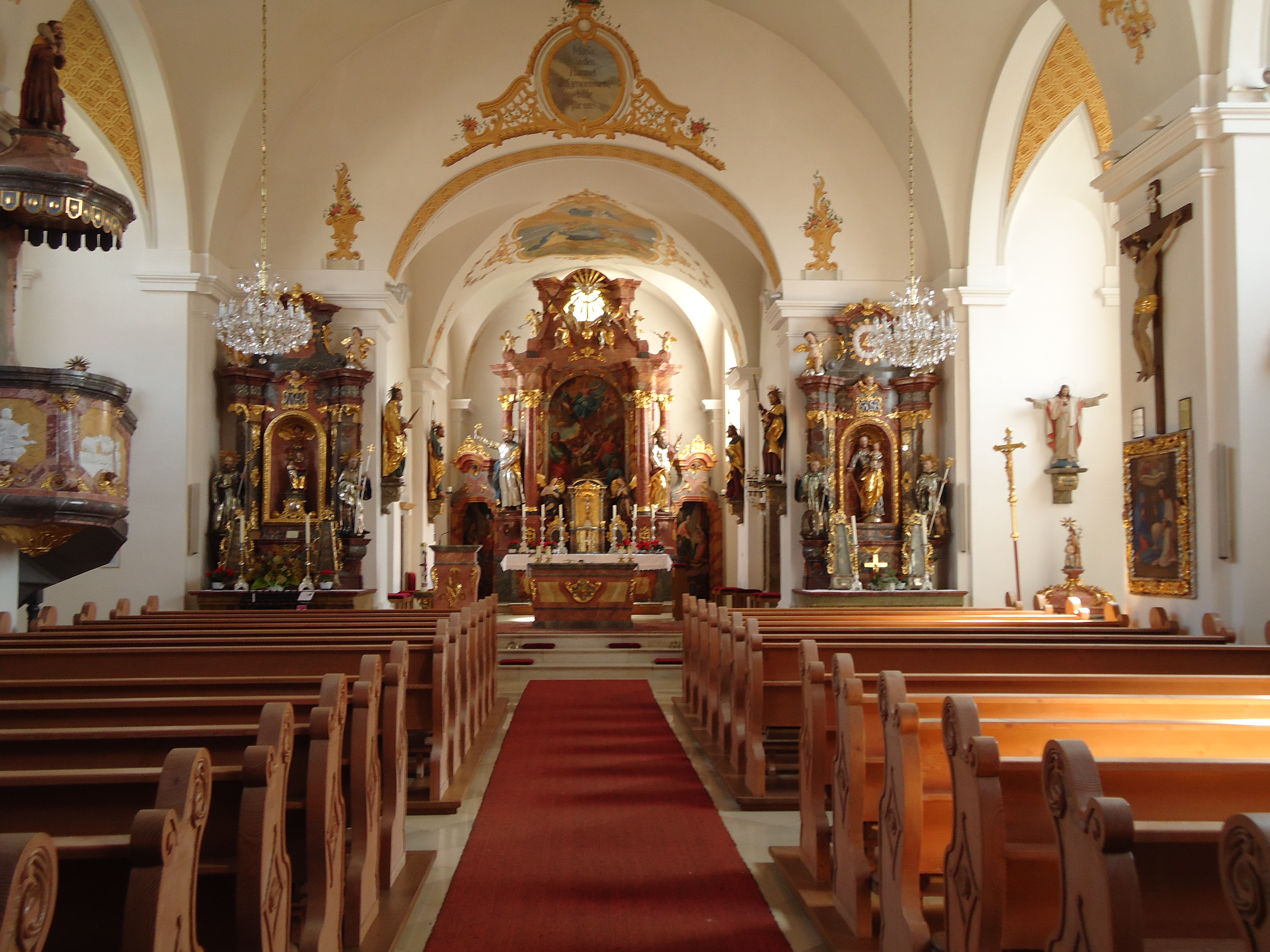
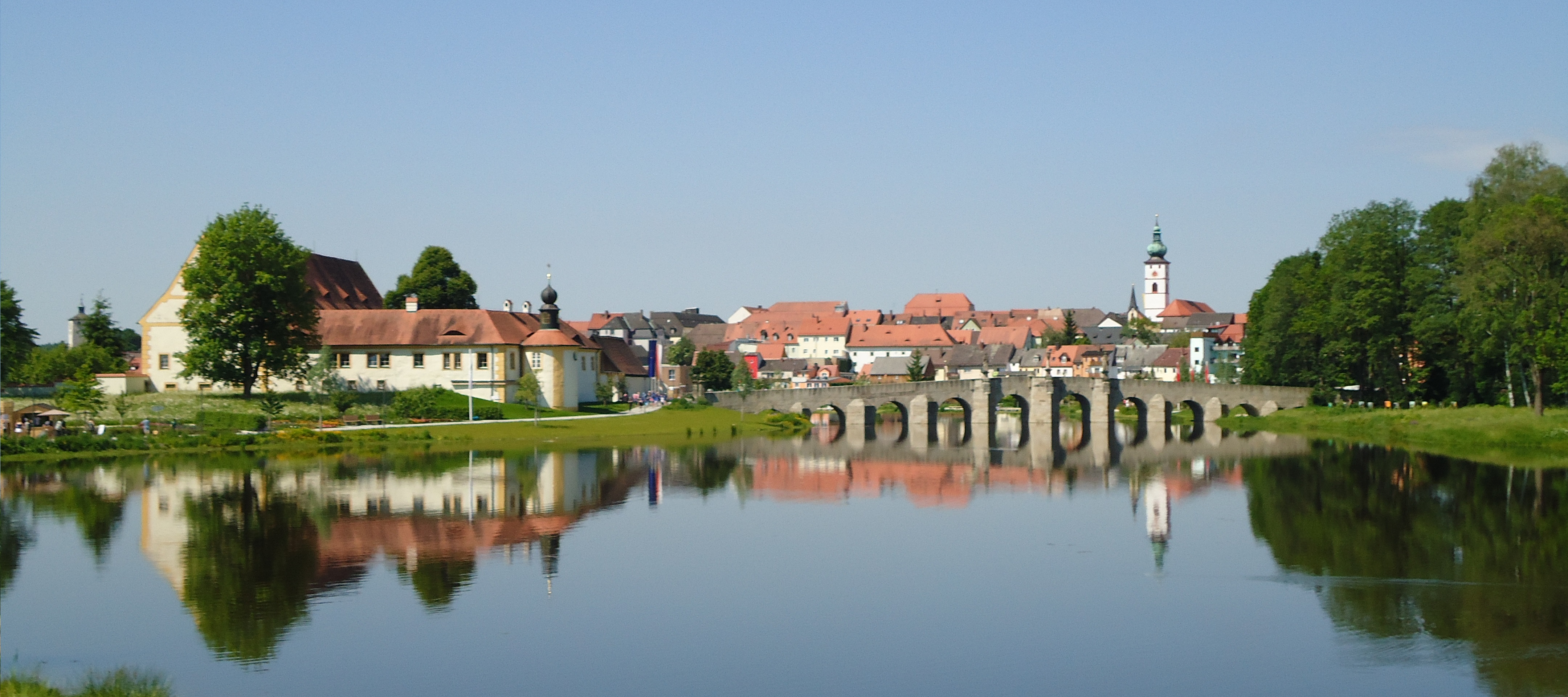

## Nevezetességek
- Plébániatemplom
- Búcsújáró kápolna
- Klettnerstrum
- Zehenthof

## Népesség
A település népessége az elmúlt években az alábbi módon változott:
| Lakosok száma | 2462 | 9809 | 8461 | 9107 | 8992 | 8898 | 8787 | 8707 | 8594 | 8580 |
|               | 1875 | 1970 | 1975 | 2011 | 2013 | 2014 | 2016 | 2019 | 2021 | 2023 |